# Amaras a tu prójimo
Amaras a tu prójimo é uma telenovela mexicana, produzida pela Televisa e exibida em 1973 pelo El Canal de las Estrellas.

## Elenco
- David Reynoso
- Luz María Aguilar
- Miguel Córcega
- Xavier Marc
- Julio Monterde